# Ryan Gage
Ryan Gage (Inglaterra, 17 de enero de 1983) es un actor británico de cine y televisión, conocido principalmente por haber interpretado a Alfrid en las películas El hobbit: la desolación de Smaug y El hobbit: la batalla de los Cinco Ejércitos.

## Carrera
Ryan Gage ha trabajado en el cine, la televisión y el teatro:
Ha aparecido en diversos programas de televisión en papeles secundarios como en The Bill, Hustle, Holby City, Doctors y Hollyoaks.
En 2007 obtuvo un papel secundario en la película Outlaw donde dio vida al abogado de Manning.
Entre el 2013 y 2014 se unió al elenco de las películas The Hobbit: The Desolation of Smaug y The Hobbit: The Battle of the Five Armies donde dio vida a Alfrid Lickspittle, el incompetente asistente del gobernador de la Ciudad del Lago.
Ese mismo año apareció en la película para la televisión Murder on the Home Front donde dio vida al criminal Danny Hastings.
En 2014 se unió al elenco principal de las serie The Musketeers donde dio vida al rey Luis XIII, hasta el octavo episodio de la tercera temporada en 2016 después de que su personaje muriera luego de que contrajera una enfermedad.

## Filmografía

### Series de Televisión
| Año         | Título         | Personaje      | Notas                                                                                    |
| ----------- | -------------- | -------------- | ---------------------------------------------------------------------------------------- |
| 2014 - 2016 | The Musketeers | Luis XIII      | 28 episodios                                                                             |
| 2011        | Hollyoaks      | Johnny         | 2 episodios                                                                              |
| 2010        | Doctors        | Nathan Hadler  | episodio "A Taste of Freedom"                                                            |
| 2009        | Holby City     | Russell Cobden | episodio "The Honeymoon's Over"                                                          |
| 2009        | Hamlet         | Osric          | junto a David Tennant, Patrick Stewart, Penny Downie, Oliver Ford Davies & John Woodvine |
| 2006        | Hustle         | Billy          | episodio "Price for Fame"                                                                |
| 1999        | The Bill       | Carl Buxton    | episodio "Love and War: Part 1"                                                          |

### Películas
| Año  | Título                                    | Personaje          | Notas                                                                                                  |
| ---- | ----------------------------------------- | ------------------ | --- |
| 2014 | The Hobbit: The Battle of the Five Armies | Alfrid Lickspittle | junto a Hugo Weaving, Martin Freeman, Ian McKellen, Cate Blanchett, Christopher Lee & Richard Armitage |
| 2013 | The Hobbit: The Desolation of Smaug       | Alfrid Lickspittle | junto a Ian McKellen, Martin Freeman, Richard Armitage, Cate Blanchett & Benedict Cumberbatch          |
| 2013 | Murder on the Home Front                  | Danny Hastings     | junto a Richard Bremmer, Jake Curran, Amanda Fairbank-Hynes, Emerald Fennell y James Fleet             |
| 2008 | Brixton 85                                | Borracho           | corto - junto a Charles Mnene, Natasha Williams, Nicole Charles & Alexander Wussah                     |
| 2007 | Outlaw                                    | Abogado            | junto a Sean Bean, Danny Dyer, Rupert Friend, Sean Harris & Lennie James                               |
| 1995 | Judge Dredd                               | Joven Ladrón       | junto a Sylvester Stallone & Diane Lane                                                                |

### Teatro
| Año  | Obra           | Personaje | Director        | Teatro           | Notas                                                                            |
| ---- | -------------- | --------- | --------------- | ---------------- | -------------------------------------------------------------------------------- |
| 2006 | The Indian Boy | Sparks    | Rebecca Gatward | The Cube Theatre | junto a Ashley Madekwe, Colin Salmon, Holly Aird, Roderick Smith & David Kennedy |